# 第262海兵中型ティルトローター飛行隊
第262海兵中型ティルトローター飛行隊 (VMM-262)は、MV-22Bオスプレイを保有するアメリカ海兵隊の飛行隊である。「フライング・タイガース」として知られるこの飛行隊は、沖縄県の海兵隊普天間航空基地に駐屯し、第1海兵航空団（1stMAW）第36海兵航空群（MAG-36）の指揮下にある。

## 任務
機動展開、統合および諸職種連合作戦における戦闘部隊、補給品および装備品の強襲支援輸送を任務としている。海兵空地任務部隊（MAGTF）を支援し、迅速に世界各地で運用できる即応態勢を維持している。

## 歴史

### 初期

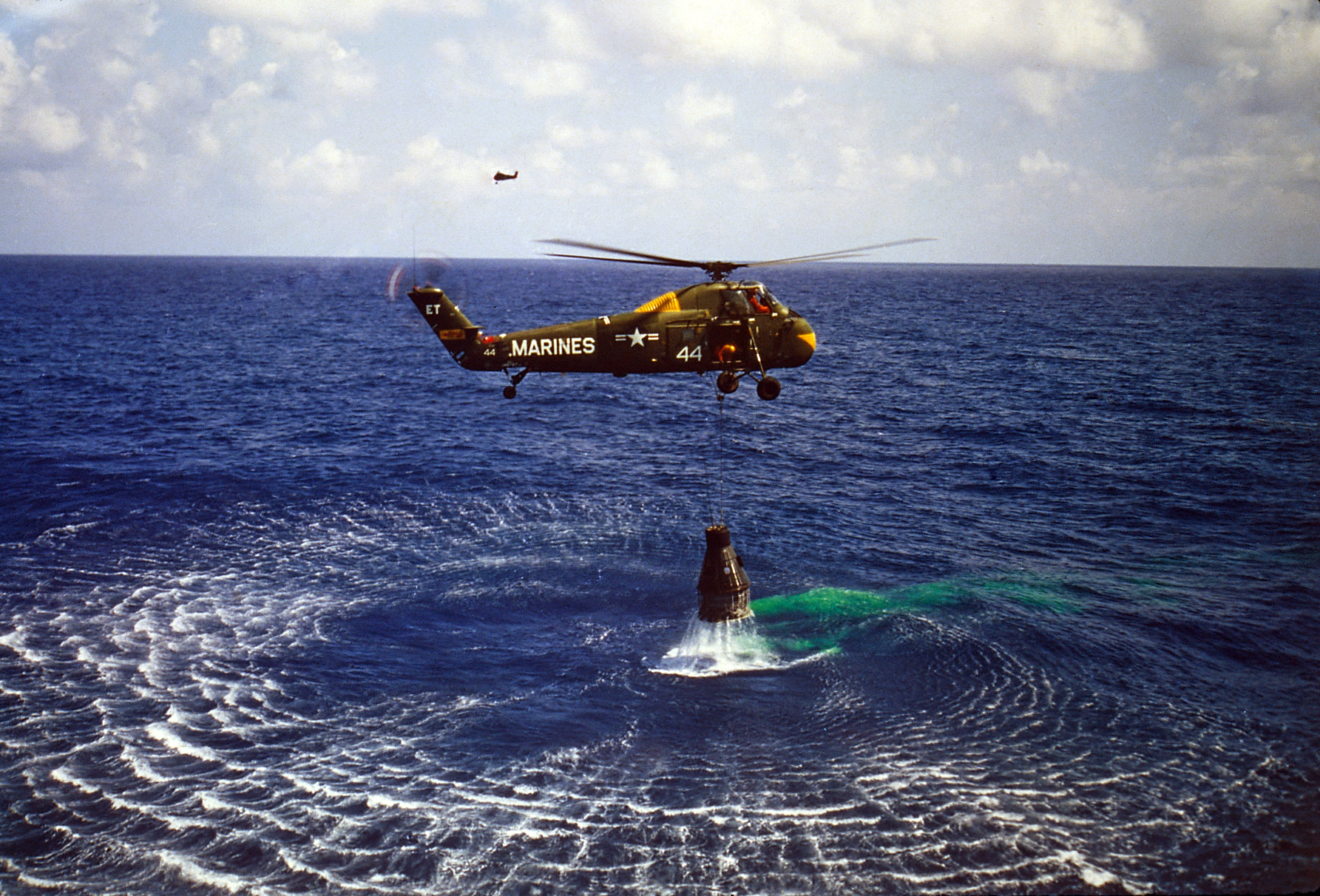
大西洋からマーキュリー・レッドストーン3号（フリーダム７）を回収するHMR-262所属の海兵隊HUS-1ヘリコプター

第262海兵中型ヘリコプター飛行隊は、1951年9月にノースカロライナ州チェリーポイント海兵隊航空基地において編成された。当時は、第262海兵ヘリコプター輸送飛行隊(HMR-262)と呼ばれていた。飛行隊が編成されたのは、朝鮮戦争中であったものの、アメリカ東海岸に残留し、その地域の艦隊海兵部隊に対する航空支援を実施した。1952年2月、飛行隊は、第26海兵航空群(MAG-26)に配属された。1954年7月、ノースカロライナ州ニューリバー海兵隊航空基地に移転し、1966年までそこに駐屯した。
1962年2月1日、第262海兵中型ヘリコプター飛行隊（HMM-262）と改称された飛行隊は、1965年4月から6月にかけて、ドミニカ共和国で実施されたパワーパック作戦に参加した。

### ベトナム
HMM-262は、1966年12月、ベトナム共和国に派遣され、その後、第1海兵航空団第36海兵航空群（MAG-36, 1st MAW）に再編入された。ベトナム戦争中は、チューライ基地地域、マーブル山航空施設、クワンチ戦闘基地、フバイ戦闘基地およびUSSトリポリを拠点として作戦を支援し、ベトナム全域における数多くの作戦に参加した。

### ベトナム戦争後
ベトナムからの撤退に伴い、HMM-262は、1971年にハワイ州のハワイ海兵隊基地に移駐し、第24海兵航空群（MAG-24）に配属された。
ハワイ州のカネオヘ湾に駐屯している間、HMM-262は艦隊海兵部隊（FMF）の第1海兵水陸両用旅団（MAB-1）に対し、ヘリコプターによる支援を実施した。1976年12月、HMM-262はハワイを基盤とし、複合飛行隊として西太平洋に展開する初めてのヘリコプター飛行隊に指定された。11月17日にUSSトリポリに乗船した飛行隊は、それから8ヵ月に渡って第31海兵水陸両用隊（MAU-31）の「カッティング・エッジ（尖兵）」を担った。
フライング・タイガースは、1990年3月にUSSベローウッドに乗船し、1985年以来、ハワイに拠点を置いて艦船上で運用される初めてのヘリコプター飛行隊となった。1990年8月、HMM-262は部隊展開プログラム（UDP）に基づいて沖縄に展開した。1990年9月のその司令部をフィリピンのキュービポイント海軍航空基地に移し、第4-90海兵空地任務部隊（MAGTF 4-90）の航空戦闘部隊（ACE）となった。飛行隊は、洪水や地震に際し、救援活動に参加するとともに、湾岸戦争の「砂漠の盾作戦」および「砂漠の嵐作戦」のために海外派遣に従事し、1991年6月4日にハワイに帰投した。
1992年9月、フライング・タイガースは、再び「USSベローウッド」に乗船し、カウアイ島におけるハリケーン・イニキ救援活動に参加した。1992年9月27日、飛行隊は、その支援基盤を沖縄の普天間海兵隊航空基地（MCAS）の第1海兵航空団第36海兵航空群（MAG-36, 1stMAW）に移した。フライング・タイガースは、1978年以来、初めて恒久的にこの地域に配置された海兵中型ヘリコプター飛行隊（HMM）となった。

### 近年
2001年10月、HMM-262（増強）は、人員および航空機の派遣隊をUSSハーパーズ・フェリー（LSD-49）に乗船させると、新たに独立した東チモールに対する人道支援作戦を実施した。2001年12月、部隊展開計画に基づく人事が凍結されると、飛行隊は、第31海兵機動展開隊（31st MEU）の航空戦闘部隊として存続するとともに、潜在的な不測事態に対処するための作戦への「準備を完了」することでその年を締めくくった。第31MEUの航空戦闘部隊として18ヵ月が経過した後、飛行隊は、再びMAG-36に配属され、2002年の米海軍作戦部長航空安全最優秀賞を受賞した。  
2004年12月、HMM-262は、第535統合任務部隊（JTF-535）の一員としてフィリピンに展開し、人道援助／災害派遣任務を支援した。わずか9日間の飛行で、飛行隊は、連続した台風による洪水および土砂崩れに見舞われた孤立地域に204,800ポンド（92,900キログラム）の食料、水および補給品を空輸した。

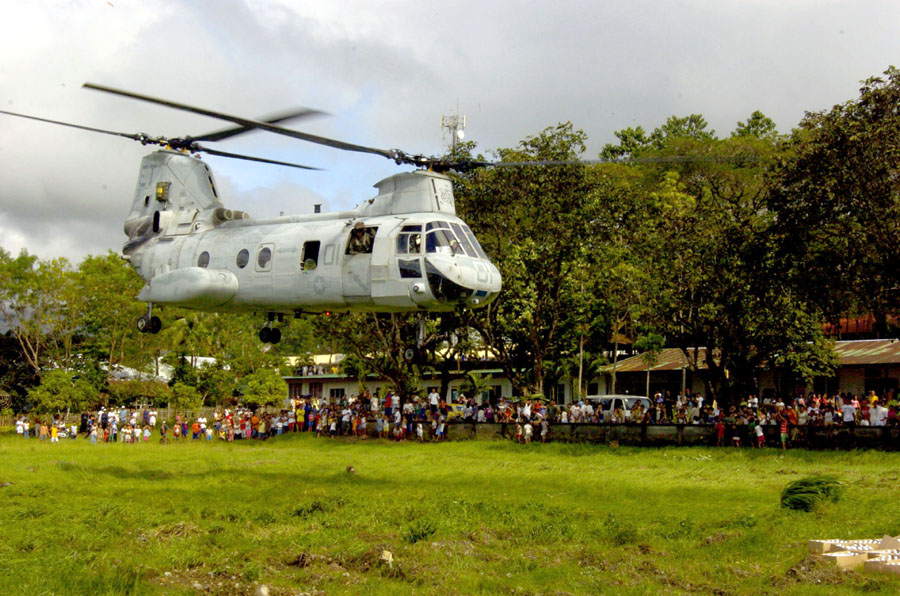
2006年の地すべり災害に際しての人道作戦に参加し、レイテの降着地点から離陸するHMM-262所属のCH-46

2005年の1月から3月にかけて、HMM-262は、第536統合任務部隊（JTF-536）の一員としてUSSフォート・マクヘンリー（LSD-43）およびUSSエセックス（LHD-2）上に展開し、2004年のスマトラ島沖地震の人道支援／災害救助活動のため、Operation Unified Assistance（統合援助作戦）を支援した。インドネシアのスマトラ島の北西岸沖で活動したHMM-262は、巨大な津波による被災者たちに対する救助および補給を行ってその活動を支援した。1月14日から2月9日にかけて、飛行隊は、493,755ポンド（223,964キログラム）の食料、水、およびその他の補給品を120マイル（193キロメートル）を超える海岸地域に空輸した。この活動の終わりにおいては、飛行隊は、2005年2月19日および20日にタイおよびインドネシアの津波被災地域を視察する元アメリカ大統領のビル・クリントンおよびジョージ・H・W・ブッシュのヘリ空輸を担当した。
2006年2月、飛行隊は、第31海兵機動展開部隊（31st MEU）の一員として再びUSSエセックスに乗り込み、2006年のレイテ島地すべりにより被災した人々に対する人道支援を行った。
2007年1月、HMM-262はイラクに展開し、イラクの自由作戦を支援した。これは、飛行隊にとって、ベトナム戦争以来の初めての戦闘展開となった。 飛行隊は、アル・タカダム空軍基地を拠点とし、アンバール県において第2海兵機動展開部隊（II MEF）の隷下部隊に対する強襲支援を行った。2007年2月から5月にかけて、飛行隊は、1,574ソーティー、総飛行時間2,532時間の飛行を行った。その間、飛行隊に所属する1名の海兵隊員が戦死した。
2013年9月30日、HMM-262のCH-46Eシー・ナイトが海兵隊普天間航空基地からの最終フライトを実施し、ベル・ボーイングMV-22Bオスプレイへとバトンタッチした。HMM-262のCH-46Eは、沖縄および太平洋における最後の機体であった。飛行隊は、第262海兵中型ティルトローター飛行隊（VMM-262）と改称された。

2015年5月、VMM-262は、2015年4月のネパール地震に伴う救援活動を支援するために派遣された。。

## マナ・タイガー
VMM-262のマスコットは、トラとマナティー（海牛）のあいのこである「マナ・タイガー」である。飛行隊のモットーは、「Every Man a Tiger（だれでもトラであれ）」である。